# Rumex simpliciflorus subsp. maderensis
Rumex simpliciflorus subsp. maderensis é uma subespécie de planta com flor pertencente à família Polygonaceae. 
A autoridade científica da subespécie é (Murb.) Samuelson .

## Portugal
Trata-se de uma subespécie presente no território português, nomeadamente no Arquipélago da Madeira.
Em termos de naturalidade é endémica da região atrás referida.

## Protecção
Não se encontra protegida por legislação portuguesa ou da Comunidade Europeia.